# Filtración de Hacking Team de 2015
La filtración de Hacking Team de 2015 refiere a la revelación de correos electrónicos y documentos internos del 5 de julio de 2015 que relaciona a diferentes gobiernos del mundo con la empresa italiana de software de espionaje Hacking Team. La filtración evidenció que la compañía estaba vendiendo software de vigilancia a gobiernos represores como Baréin, Uzbekistán, Etiopía o Sudán, a pesar de que este último tiene un embargo para la adquisición de armamentos por parte de las Naciones Unidas por su persecución a activistas, periodistas y opositores políticos. Existen restricciones similares para los otros países también.
La filtración de documentos internos también mostró que 35 naciones habían adquirido software de vigilancia, lo que desató una discusión global sobre el uso legal de estas herramientas. Los países listados como compradores fueron Egipto, Etiopía, Marruecos, Nigeria, Sudán, Chile, Colombia, Ecuador, Honduras, México, Panamá, Estados Unidos, Azerbaiyán, Kazajistán, Malasia, Mongolia, Singapur, Corea del Sur, Tailandia, Uzbekistán, Vietnam, Australia, Chipre, República Checa, Alemania, Hungría, Polonia, Italia, Luxemburgo, España, Rusia, Suiza, Baréin, Omán, Arabia Saudita y Emiratos Árabes Unidos. Los correos electrónicos también vincularon a los gobiernos de Argentina, Perú, Paraguay y Uruguay como potenciales compradores.
La filtración fue ejecutada por un hacker que utiliza los pseudónimos de "Phineas Fisher" y "Hack Back".